# Nematovoor

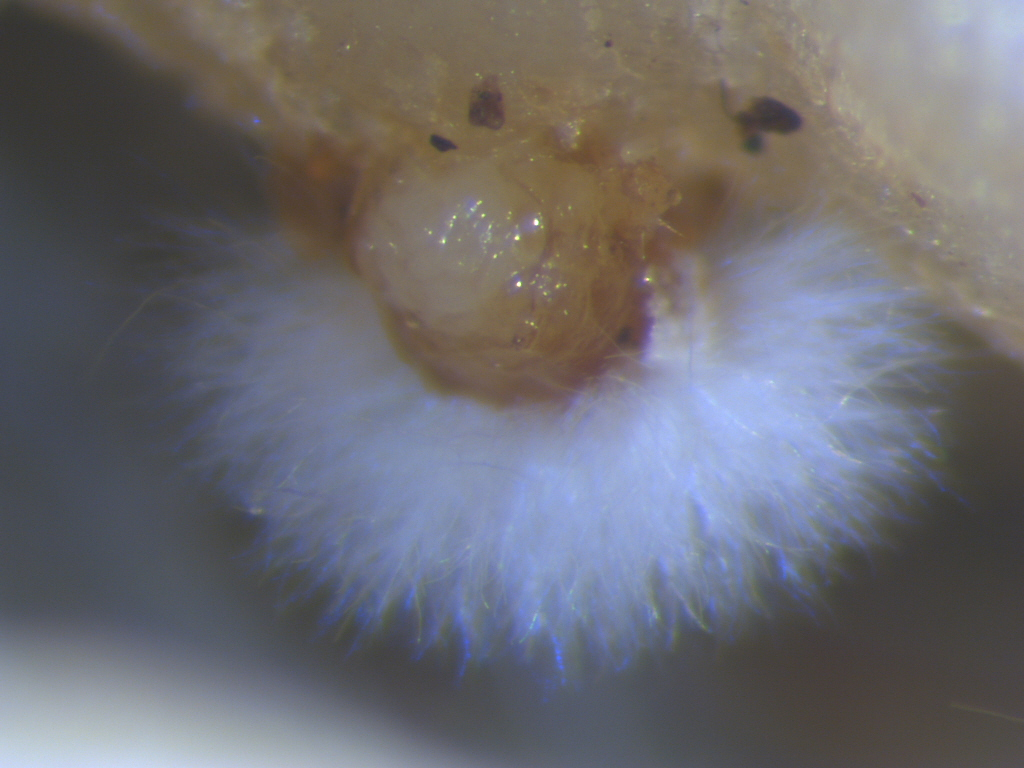
Meloidogyne incognita-eitjesmassa geparasiteerd door een schimmel

Een organisme is nematovoor als dat organisme zich hoofdzakelijk of uitsluitend voedt met nematoden (rondwormen) en daar zijn energie en nutriënten aan ontleent. Het betreft heterotrofe organismen. Een voorbeeld is een nematovore schimmel op Meloidogyne incognita-eitjesmassa. Er zijn ook nematovore (nematofage) mijten behorend tot de familie Tydeidae, Ascidae (Protogamasellus mica) en Caloglyphus sp.
Een voorbeeld van een nematovore rondworm is Pristionchus pacificus.